# Myrcia neomontana
Marlierea neomontana là một loài thực vật có hoa trong Họ Đào kim nương. Loài này được (Aubl.) Amshoff mô tả khoa học đầu tiên năm 1942.